# Maršić
za priimek glej Maršič (priimek)
Maršić (izvirno srbsko Маршић) je naselje v Srbiji, ki upravno spada pod Občino Pivara; slednja pa je del Šumadijskega upravnega okraja.

## Demografija
V naselju živi 233 polnoletnih prebivalcev, pri čemer je njihova povprečna starost 39,3 let (38,0 pri moških in 40,6 pri ženskah). Naselje ima 110 gospodinjstev, pri čemer je povprečno število članov na gospodinjstvo 2,67.
To naselje je, glede na rezultate popisa iz leta 2002, večinoma srbsko.
|  |

| Demografija | Demografija     | Demografija     |
| Leto        | Št. prebivalcev | Št. prebivalcev |
| ----------- | --------------- | --------------- |
|             |                 |                 |
|             |                 |                 |
|             |                 |                 |
|             |                 |                 |
| 1948        | 162             |                 |
| 1953        | 160             |                 |
| 1961        | 170             |                 |
| 1971        | 180             |                 |
| 1981        | 217             |                 |
| 1991        | 299             | 294             |
| 2002        | 298             | 294             |
|             |                 |                 |

| Etnična sestava po popisu iz leta 2002 | Etnična sestava po popisu iz leta 2002 | Etnična sestava po popisu iz leta 2002 | Etnična sestava po popisu iz leta 2002 | Etnična sestava po popisu iz leta 2002 |
| -------------------------------------- | -------------------------------------- | -------------------------------------- | -------------------------------------- | -------------------------------------- |
| Srbi                                   | Srbi                                   |                                        | 290                                    | 98,63%                                 |
| Črnogorci                              | Črnogorci                              |                                        | 4                                      | 1,36%                                  |
| Neznano                                | Neznano                                |                                        | 0                                      | 0,0%                                   |